# Makrian
Makrian (auch Macrian, lateinisch Macrianus) war ein alamannischer Gaukönig der Bucinobanten im 4. Jahrhundert und der Bruder von Hariobaud.
Der spätantike römische Historiker Ammianus Marcellinus berichtet, dass der Caesar (Unterkaiser) Julian im Jahr 359 bei Mogontiacum den Rhein überschritt und mit den Alamannenkönigen Makrian, Hariobaud, Ur, Ursicinus, Vadomar und Vestralp nach Rückgabe aller Gefangenen Friedensverträge abschloss.
Aufgrund andauernder Unruhen gegen das Römische Reich schlug im Jahre 370 ein Versuch des römischen Kaisers Valentinian I. fehl, Makrian, den verhassten turbarum rex artifex (Herrn und Meister der Unruhen), mit Hilfe der Burgunden gefangen zu nehmen. Er wurde vom Kaiser abgesetzt. Der an seiner statt eingesetzte Fraomar konnte sich jedoch bei den Bucinobanten nicht durchsetzen, sodass Makrian im Jahre 371 schließlich doch ein Bündnisvertrag gewährt werden musste.
Daraufhin blieb Makrian Bundesgenosse der Römer bis zu seinem Tode im Kampf gegen den Frankenkönig Mallobaudes.